# Titanosaurus
Titanosaurus is een geslacht van uitgestorven plantenetende sauropode dinosauriërs, behorend tot de groep van de Titanosauria, dat leefde in het Laat-Krijt. De typesoort is Titanosaurus indicus. Zijn lengte bedroeg ongeveer twaalf meter.

## Vondst en naamgeving

### Titanosaurus indicus
In 1828 vond de Britse legerkapitein en avonturier William Henry Sleeman bij Jabalpur, op de Bara Simla Hill in de buurt van een werkplaats waar affuiten voor het Britse leger werden gemaakt, als eerste in India de beenderen van uitgestorven dinosauriërs. Sleeman, in dienst van het Bengal Army, was voornamelijk geïnteresseerd in het versteend hout dat daar te vinden was; de botten beschouwde hij als curiosa. Twee wervelstukken deed hij over aan de chirurg G.G. Spilsbury die een praktijk in Japalpur had en zelf ook een bot opgroef. Spilsbury verzond het geheel in 1832 naar de antiquair James Prinsep in Calcutta die oordeelde dat het inderdaad om botten ging en ze toen weer terugstuurde. In 1862 werden de wervels door Thomas Oldman, de eerste directeur van de net opgerichte Geological Survey of India weer van Japalpur naar Calcutta overgebracht en toegevoegd aan de collectie van het Indian Museum. Daar werden de botten bestudeerd door de toezichthouder van de Survey, Hugh Falconer, die concludeerde dat het beenderen van reptielen betrof.

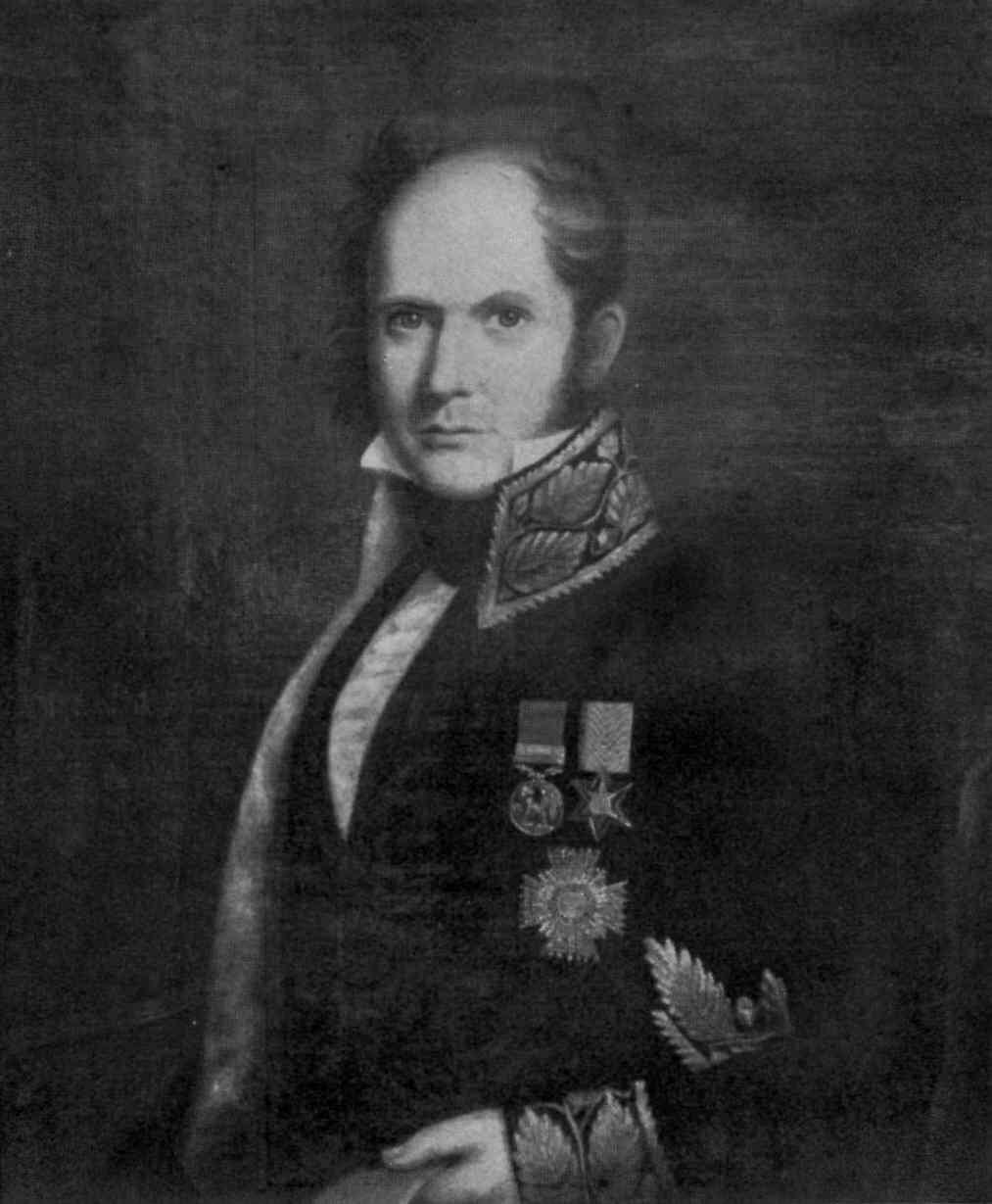
Kapitein Sleeman, die de eerste titanosaurusfossielen vond

Na de dood van Falconer werden de exemplaren vanaf 1874 door Richard Lydekker bestudeerd. De typesoort Titanosaurus indicus werd in 1877 door Lydekker beschreven en benoemd. De geslachtsnaam verwijst naar de Titanen, de soortaanduiding naar India.
Het holotype BMNH R.5934 is afkomstig uit de Lametaformatie die dateert uit het Maastrichtien. Het bestaat uit de twee stukken middelste staartwervel in 1828 door Sleeman gevonden. Dit inventarisnummer is echter het tijdelijke door Lydekker eraan gegeven in een publicatie voor het British Museum of Natural History te Londen. De stukken werden op het eind van de twintigste eeuw algemeen als onvindbaar beschouwd; in 2010 stelde Matthew Carrano daarom een afgietsel vast als vervangend plastotype, met inventarisnummer NHMUK 40867. Dat bleek echter wat voorbarig. In het begin van de eenentwintigste eeuw begreep de Indiase paleontoloog Dhananjay Mohabey dat dergelijke specimina alleen maar zoek waren doordat er al generaties lang geen serieuze inventarisatie van de collecties was uitgevoerd. Hij begon daarom met steun van de University of Michigan het project Study of Late Cretaceous Tetrapod fossils from Lameta Formation met als een van de hoofddoelen het lokaliseren van verloren gewaande exemplaren. In het kader daarvan vond hij samen met Subhasis Sen op 25 april 2012 een staartwervel van het holotype terug. Het bleek zich te bevinden in een partij fossielen die in 1878 door Lydekker was achtergelaten en waarnaar kennelijk niemand in 134 jaar had omgezien, de reden dat er geen officieel inventarisnummer van het GSI aan toegekend was.
Deel van het de fossielen die Lydekker als deel van het typespecimen beschreef — en die dus eigenlijk een reeks syntypen vormden — was een 1,3 meter lang dijbeen dat in 1871 of 1872 op dezelfde locatie was opgegraven door Henry Benedict Medlicott, specimen GSI K22/754. In 1933 werd dit door Charles Alfred Matley en Friedrich von Huene toegewezen aan een Antarctosaurus sp.
In 1917 en 1919 had Matley bij Bara Simla verdere opgravingen verricht en daarbij een flink aantal botten gevonden van, naar hij meende, Titanosaurus indicus. Von Huene overtuigde hem er echter van dat de beenderen twee verschillende taxa vertegenwoordigden. Sommige botten van de achterpoot zouden aan Titanosaurus indicus toebehoren, maar de meeste andere aan een nieuwe soort van Antarctosaurus: Antarctosaurus septentrionalis. Een gevolg van deze scheiding was dat hierna algemeen werd aangenomen dat er twee morfen of typen in het titanosauriërmateriaal van India te vinden waren, een titanosaurustype en een antarctosaurustype. In 2003 herzagen Paul Upchurch en Jeffrey Wilson het materiaal van Bara Simla. Ze concludeerden dat er geen enkele aanwijzing was dat er op die locatie twee soorten gevonden waren. Het was zelfs goed mogelijk dat er maar één enkel individu aanwezig was. Er waren namelijk geen overlappende delen aanwezig. Dat betekent echter ook dat het niet mogelijk is te bewijzen dat de aan A. septentrionalis toegewezen delen bij die van Titanosaurus indicus horen, tenzij men de loutere herkomst beslissend laat zijn, waar ze van afzagen. Ze maakten dus van A. septentrionalis geen jonger synoniem van Titanosaurus indicus — iets wat Sohan Lal Jain en Saswati Bandyopadhyay in 1997 wel gedaan hadden — die zo volledig beperkt werd tot het holotype. Aangezien echter de stukken staartwervel — die ze als verloren gewaand niet direct hadden kunnen bestuderen, maar alleen kenden van de illustraties die Lydekker erbij gaf — niet als diagnostisch, te onderscheiden van andere verwante soorten, werden beschouwd, concludeerden ze dat Titanosaurus indicus een nomen dubium was, een naam waaraan verder geen andere fossielen toegewezen konden worden. Staartwervels aan Titanosaurus indicus toegewezen die Matley in 1932 en 1933 opgroef bij Chota Simla, een heuvel een halve kilometer van Bara Simla verwijderd, en die in 1947 door William Elgin Swinton beschreven werden, hadden deze zaak in principe hadden kunnen ophelderen, maar bleken niet meer te vinden in de collectie van het BMNH. Dit alles zou echter ook betekenen dat andere titanosaurussoorten bij andere geslachten ondergebracht moesten worden. Voor de twaalf, of eigenlijk dertien, die na Titanosaurus indicus benoemd waren, was dit ten dele al geschied.

In 2022 werd een vrijwel compleet skelet van een Titanosaurus gevonden door Damien Boschetto, toen hij bij Montouliers in Frankrijk zijn hond uitliet en hij een bot zag uitsteken op een plek waar een aardverschuiving had plaatsgevonden. Hij waarschuwde specialisten, maar verder werd de locatie geheim gehouden om vandalisme te voorkomen. Het skelet zal tentoongesteld worden in het museum van de Association Culturelle Archéologique et Paléontologique in het nabijgelegen Cruzy.

### Verdere soorten

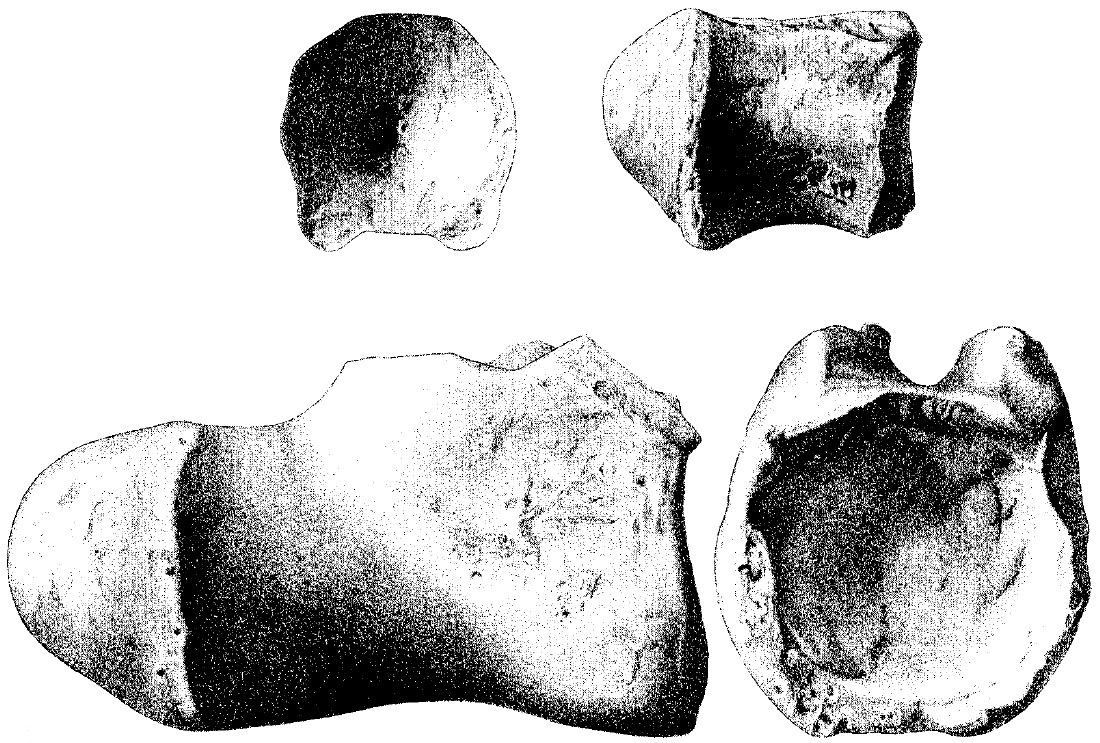
De twee wervels van T. blanfordi

In het midden van de negentiende eeuw had de geoloog William Thomas Blanford twee sauropode middelste staartwervels gevonden bij Pisdura in lagen uit het Maastrichtien, meer in het midden van India. In 1879 werden die door Lydekker benoemd als een tweede soort van Titanosaurus: Titanosaurus Blanfordi, hetgeen naar huidige regels als Titanosaurus blanfordi geschreven moet worden. Van de twee fossielen, samen het specimen GSI IM K27/501 vormend, werd de tweede, kleinere wervel in 1929 door von Huene afgesplitst en toegewezen aan Laplatasaurus madagascariensis. Upchurch & Wilson concludeerden in hun herziening van 2003 dat deze toewijzing ongefundeerd was hoewel er buiten hun herkomst inderdaad geen bewijs is dat beide wervels iets met elkaar van doen hebben. De grote wervel, sterk procoel, bol van voren, onderscheidt zich door een vierkante doorsnede, het ontbreken van een trog op de onderzijde en langwerpige proporties. Deze kenmerken komen ook bij andere titanosauriërs voor, zij het niet in India gevonden — dit laatste was voor Upchurch & Wilson echter onvoldoende reden om niet van een nomen dubium te spreken. Ook deze wervels waren jarenlang zoek en zijn in 2012 herontdekt op dezelfde locatie als het holotype van T. indicus.
In 1893 onderzocht Lydekker in Argentinië de enorme collectie fossielen van het museum van La Plata. Op basis van de sauropode botten daar aanwezig benoemde hij dat jaar onder andere twee nieuwe soorten van Titanosaurus. De eerste was Titanosaurus australis, 'de zuidelijke' genaamd wegens de herkomst uit het zuidelijk halfrond. De soort was gebaseerd op zes staartwervels van een wervelkolom in Neuquén gevonden, specimen MLP 77-V-28-1. In 1992 werden deze geldig benoemd als het aparte geslacht Neuquensaurus.
De tweede soort was Titanosaurus nanus, 'de dwerg', gebaseerd op specimen MLP. Ly. 18/19, een halswervel en een ruggenwervel van een klein individu. Deze beperkte resten worden tegenwoordig algemeen als een nomen dubium beschouwd.
In 1896 benoemde Charles Jean Julien Depéret staartwervels en een opperarmbeen in 1895 in de Maevaranoformatie van Madagaskar gevonden als de soort Titanosaurus madagascariensis. De wervels en het armbeen kwamen van verschillende locaties. In 1929 hernoemde von Huene de soort tot Laplatasaurus madagascariensis. In 2002 concludeerde Currie Rogers dat er twee sauropode typen in de formatie te vinden waren, maar dat de resten niet eenduidig bij één daarvan ondergebracht kon worden. Een type werd benoemd als Rapetosaurus en Titanosaurus madagascariensis zag hij als een nomen dubium.
In 1915 benoemde baron Franz Nopcsa twee wervels uit het Maastrichtien van Roemenië als de soort Titanosaurus dacus. De soortaanduiding verwijst naar Dacia. In 1932 hernoemde von Huene dit tot een soort van Magyarosaurus: Magyarosaurus dacus.
In 1929 benoemde von Huene enkele fossielen die Lydekker aan T. australis had toegewezen als een aparte soort: Titanosaurus robustus, 'de zwaargebouwde'. In 1979 stelde José Fernando Bonaparte hieruit een lectotype vast bestaande uit de specimina MLP 26-250, een rechterellepijp; MLP 26-251, een linkerellepijp; MLP 26-254, een rechterspaakbeen en MLP 26-259, een linkerdijbeen, allemaal vermoedelijk van één individu afkomstig. In 1992 werd dit hernoemd tot een tweede soort van Neuquensaurus: Neuquensaurus robustus.
In 1929 benoemde von Huene nog eens twee titanosaurussoorten, gebaseerd op vondsten uit Europa die Lydekker in 1888 slechts met Titanosaurus sp. a' en 'Titanosaurus sp. b' had aangeduid. Von Huene zou deze species nu een volle naam geven. De eerste daarvan was Titanosaurus valdensis, vernoemd naar de Wealden. Het materiaal hiervan bestaat uit twee staartwervels gevonden op Wight, specimina BMNH R151 en BMNH R146a. In 1993 werd hiervoor het aparte geslacht Iuticosaurus benoemd.
De tweede soort was Titanosaurus lydekkeri, waarvan de soortaanduiding Lydekker eert, en die gebaseerd is op specimen BMNH 32390, een stuk voorste staartwervel van Wight. Hoewel formeel hernoemd tot Iuticosaurus lydekkeri wordt het tegenwoordig algemeen als een nomen dubium beschouwd.
In 1942 benoemde Josué-Heilman Hoffet een Titanosaurus falloti op basis van botten in 1938 bij Muong Phalane in Laos gevonden. De soortaanduiding eert Paul Fallot. Het typespecimen is een dijbeen van 175 centimeter lengte dat in twee stukken werd gevonden waardoorheen een boom groeide. De soort wordt tegenwoordig meestal als een nomen dubium beschouwd. De status ervan is problematisch doordat in 1999 op basis van titanosauride beenderen uit hetzelfde gebied Tangvayosaurus hoffeti werd benoemd en de eerdere botten hieraan werden toegewezen — wat tegenstrijdig is met de stelling dat Titanosaurus falloti een nomen dubium zou zijn en een Tangvayosaurus falloti had moeten opleveren.
In 1979 verwees Jaime Eduardo Powell verschillende fossielen die eerder als Laplatasaurus araukanicus Huene 1929 waren benoemd naar een Titanosaurus araukanicus. Onduidelijk was of dit als een vervangingsnaam bedoeld was — en het dus om dezelfde soort ging — vooral omdat hetzelfde jaar een lectotype voor Laplatasaurus was gekozen dat niet tot het aan Titanosaurus araukanicus verwezen materiaal behoorde. In 2003 stelde Powell dat het wel degelijk om een vervangingsnaam ging en bracht alsnog het lectotype bij T. araukanicus onder. In beginsel schiep dit wegens het verschil in typespecimens opnieuw een soort, een Titanosaurus araukanicus Powell 2003 non Powell 1979. In ieder geval blijven de meeste paleontologen van Laplatasaurus araukanicus spreken waarvan de beide gelijknamige titanosaurussoorten dan jongere synoniemen zijn, de eerste subjectief, de tweede objectief.
In 1987 benoemden Umesh Behari Mathur en Suresh Srivastava een ?Titanosaurus rahioliensis op basis van een reeks tanden, specimina GSI 19,997–20,007, gevonden bij het Indiase dorp Rahioli in Gujarat. De tanden zijn slank, licht naar gebogen met een verdunde émaillelaag aan de binnenzijde. In dezelfde lagen zijn ook titanosauride botten opgegraven maar het verband met de tanden is onduidelijk. Wilson en Upchurch achtten in 2003 het taxon valide maar niet verder te determineren dan Neosauropoda.
In 1997 benoemden Sohan Lal Jain en Saswati Bandyopadhyay een Titanosaurus colberti op basis van ISI R 335/1-65, een skelet gevonden bij Dongargaon Hill-vindplaats in de Indiase deelstaat Maharashtra. De soortaanduiding eert Edwin Harris Colbert. In 2003 werd dit het aparte geslacht Isisaurus.
Te Lo Hueco in de Spaanse provincie Cuenca, zo'n 200km ten zuidenoosten van de hoofdstad Madrid, werd in 2024 een nieuw soort gevonden en benoemd als Qunkasaura pintiquiniestra. Met deze vondst kwam men tot de conclusie dat het Europese late Krijt niet enkel het inheemse geslacht Lirainosauruseen kende, maar dat er zowel inheemse als geïmmigreerde sauropoda leefden. In dezelfde streek werden ook al vanaf 2007 een Lohuecotitan en diverse schildpadden en krokodillen gevonden tijdens werken aan de lokale hogesnelheidslijn.